# Ertragsanteil
Der Ertragsanteil ist der einkommensteuerpflichtige Anteil einer Leibrente. Die Höhe des steuerpflichtigen Anteils ist abhängig vom Alter des Rentenberechtigten bei Beginn der Rente sowie von der Rentenart. Geregelt ist der Ertragsanteil in § 22 Einkommensteuergesetz (EStG), der die sonstigen Einkünfte regelt. Der Ertragsanteil ist der (annualisierte) Zinsertrag, der sich aus einer Anlage während des Rentenbezuges ergibt.

## Lebens- und Rentenversicherungen (Leibrenten)
Beiträge in eine kapitalbildende Lebensversicherung oder in eine Rentenversicherung werden (teilweise) aus versteuertem Einkommen geleistet, sodass daraus resultierende Rentenleistungen nicht erneut versteuert werden. Ertragsanteilspflichtige Rentenzahlungen werden neben einer Kapitalrückzahlung auch aus einem Zinsanteil bestritten. Steuerpflichtig ist grundsätzlich der als Ertragsanteil bezeichnete Zinsanteil der Rente. Bei seiner Ermittlung wird berücksichtigt, dass der in der Rente enthaltene Zuschuss zur Krankenversicherung steuerfrei ist.
Der Ertragsanteil herkömmlicher privater Lebens-/Rentenversicherungen (außerhalb der sogenannten Basisversorgung) hängt vom Alter bei Rentenbeginn ab. Die Einkommensteuer-Durchführungsverordnung bestimmt, dass sich die Bemessungsgrundlage des Ertragsanteils einer Privatrente bei Rentenbeginn seit 2005 beispielsweise bei einem 65-Jährigen auf 18 % der Gesamtrente gründet. Darin liegt insofern eine Entlastung, als vor 2005 ein Ertragsanteil von 27 % galt. Der Ertragsanteil bleibt für die weitere Dauer des Rentenbezugs konstant.
Der Ertragsanteil der Rente wird sodann dem persönlichen Steuersatz unterworfen. Beispiel: Bei 1.000 Euro monatlicher Rente, einem Ertragsanteil von 18 % und einem angenommenen persönlichen Steuersatz von 30 % werden 54 Euro Einkommensteuer auf die Rente fällig (1.000 Euro × 18 % × 30 %).
Im Gegenzug erfolgt keine steuerliche Förderung in der Ansparphase, die Beiträge sind also anders als beispielsweise die gesetzliche Rente oder die Rürup-Rente nicht als Sonderausgaben vom zu versteuernden Einkommen abziehbar.

## Gesetzliche Rente und Rürup-Rente
Die gesetzliche Rente war bis 2004 nur mit dem Ertragsanteil als Einkunftsart zu berücksichtigen. Das Bundesverfassungsgericht verlangte die steuerliche Gleichbehandlung von Pensionen und Renten, weshalb ab 2005 die Rentenbesteuerung auf eine neue Basis gestellt wurde. Im Rahmen der notwendig gewordenen Umstellung der Rentenbesteuerung auf die nachgelagerte Besteuerung, steigt der steuerpflichtige Teil der gesetzlichen Rente jährlich, bis im Jahr 2040 die Rente voll steuerpflichtig ist (sogenannte Kohortenversteuerung). Im Gegenzug werden immer höhere Teile der Rentenbeiträge durch den Sonderausgabenabzug von der Steuer freigestellt.
Dieses Verfahren betrifft Renten und andere Leistungen aus den gesetzlichen Rentenversicherungen, den landwirtschaftlichen Alterskassen, den berufsständischen Versorgungseinrichtungen und den Basisrentenprodukten, auch Rürup-Rente genannt.

## Riester-Rente und betriebliche Altersvorsorge
Beiträge zur betrieblichen Altersversorgung, bei Unterstützungskassen Zuwendungen genannt, können steuerlich im Rahmen von Höchstbeträgen regelmäßig voll geltend gemacht werden. Im Gegenzug sind die Rentenzahlungen voll steuerpflichtig, es sei denn, es wurden nicht geförderte Zahlungen in den Altersvorsorgevertrag geleistet:
Leistungen, die auf geförderten Beiträgen beruhen (einschließlich Erträge und Wertsteigerungen), sind in der Auszahlungsphase in voller Höhe im Rahmen der Einkommenssteuerveranlagung (nach § 22 Nr. 5 Satz 1 EStG) steuerpflichtig. Bei Rentenzahlungen, die auf nicht geförderten Beiträgen und darin enthaltenen Erträgen und Wertsteigerungen beruhen, erfolgt eine Besteuerung mit dem Ertragsanteil (nach § 22 Nr. 1 Satz 3 lit. a lit. bb EStG).
Bei einer Kapitalauszahlung, die auf nicht geförderten Beiträgen beruht, sind nur die enthaltenen Erträge (im Rahmen weiterer Voraussetzungen gegebenenfalls hälftig) zu versteuern, sofern diese nach den allgemeinen Vorschriften als Kapitalerträge der Besteuerung unterliegen würden.

## Wirkung der Pauschalisierung
Der Ertragsanteil bestimmt sich grundsätzlich als Differenz zwischen angespartem Vermögen zum Zeitpunkt des Rentenbeginns und Barwert(Gegenwartswert) aller zu erwartenden Renten (in denen von Anfang an die Erträge aus dem, über die Rentenlaufzeit langsam abschmelzenden Anfangsvermögen enthalten sind).
Beispiel:
Jemand spart 35 Jahre lang 100 € monatlich bei 8 % Verzinsung in eine Versicherung und erhält am Ende der Laufzeit etwa 230.000 €, wovon er 42.000 € selber eingezahlt hat. Der angesammelte Ertrag entspricht folglich 230.000 € - 42.000 € = 188.000 €. Dieser Ertrag ist steuerfrei (sofern die Versicherung vor 2005 begann).
Werden nun die 230.000 € mit Alter 65 in eine anfängliche Rente von z. B. 1000 € im Monat umgewandelt, dann sind davon 18 %, also 180 € mit dem persönlichen Steuersatz zu versteuern. Die 18 % repräsentieren die zukünftig erwarteten, aus dem langsam abschmelzenden Kapital gewonnenen und in Rente umgewandelten Erträge.
Renten aus Riester- und Rürup-Verträgen werden bereits heute (Riester) beziehungsweise ab 2040 (Rürup) nachgelagert versteuert. Im Gegensatz dazu werden staatlich nicht geförderte Rentenversicherungen lediglich mit dem Ertragsanteil besteuert. In der steuerlichen Gesamtbetrachtung (Anwartschafts- und Leistungsphase) muss sich staatlich geförderte gegenüber nicht geförderter Vorsorge nicht zwingend als lohnender erweisen; dies insbesondere dann, wenn die Versteuerung im Alter (nach Rentenantritt) wesentlich höher liegt als die Gesamtersparnis (Steuerersparnis und Fördergelder) auf die vorangegangenen Sparraten. Sind Steuersatz im Alter und Förderquote (diese beinhaltet auch die Steuerersparnis) der Sparraten identisch, ergeben sich dagegen rechnerisch steuerfreie Erträge.